# Andromeda Ascendant
Andromeda Ascendant este numele unei nave spațiale fictive din serialul TV Andromeda.
În  serial este dezvăluit că nava a fost construită pe un șantier spațial orbital din apropierea Pământului în 9768 AC = Anul Comunității. Este o navă de război, una dintre cele mai puternice ale Comunității Sistemelor și a Gărzii Supreme, forța de apărare a Comunității. În episoadele de la începutul serialului, este prezentat căpitanul actual al navei ca fiind Dylan Hunt, interpretat de Kevin Sorbo, care a rămas blocat în timp împreună cu nava timp de 300 de ani la marginea orizontului de evenimente al unei găuri negre. 303 ani mai târziu, nava este recuperată de nava Eureka Maru (în 10087 AC, aproximativ anul 5167 d.Hr.).
Nava este prevăzută cu Inteligență artificială, Andromeda apărând echipajului său sub trei forme: ca imagine bi-dimensională pe monitoare, ca proiecție holografică 3D și ca avatarul Rommie, un android; toate trei reprezentările fiind interpetate de Lexa Doig. În Garda Supremă, avatarul/IA unei nave era considerată ofițer și membru al echipajului. Androidul Rommie este construit de  inginerul Seamus Zelazny Harper (interpretat de Gordon Michael Woolvett), care, de asemenea construiește un al doilea avatar al navei.
În serial, nava este echipată cu lentile speciale din materie exotică care deschid un portal către purtătoare (slipstream), care este prezentată ca fiind singura metodă de călătorie superluminică.

## Legături externe
- Despre Andromeda Ascendant pe un site wikia